# Іван Маєський
Іван Маєський (словац. Ivan Majeský; 2 вересня 1976, м. Банська Бистриця, ЧССР) — словацький хокеїст, захисник. Виступає за ХК «Шеллефтео» в Елітсерії.
Вихованець хокейної школи ХК «Банська Бистриця». Виступав за ХК «Банська Бистриця», ХКм «Зволен», «Ільвес» (Тампере), «Флорида Пантерс», «Атланта Трешерс», «Спарта» (Прага), «Вашингтон Кепіталс», «Кярпят» (Оулу), ХК «Лінчепінг», ГІФК (Гельсінкі), ХК «Кладно», «Шеллефтео», «Йокеріт», «Оломоуць»
У складі національної збірної Словаччини провів 90 матчів (4 голи); учасник зимових Олімпійських ігор 2002 і 2006, учасник чемпіонатів світу 2003, 2004, 2005, 2008, 2010 і 2011.
Досягнення
- Бронзовий призер чемпіонату світу (2003)
- Срібний призер чемпіонату Словаччини (2000)
- Срібний призер чемпіонату Швеції (2007, 2008, 2011)
- Бронзовий призер чемпіонату Фінляндії (2001).